# Ligue des champions de l'UEFA 2019-2020
Navigation
Édition précédente Édition suivante
La Ligue des champions 2019-2020 est la 65e édition de la coupe d'Europe des clubs champions. 79 clubs européens y participent.
Elle oppose les meilleurs clubs européens qui se sont illustrés dans leurs championnats respectifs la saison précédente.
Cette édition voit l'entrée en vigueur de l'assistance vidéo à l'arbitrage dès les barrages et d'un trophée d'homme du match à partir des huitièmes de finale. Elle est également marquée par la pandémie de Covid-19, qui amène une partie des rencontres retour des huitièmes de finale à être disputée à huis clos avant que la compétition ne soit suspendue pour cinq mois à partir de mars 2020. 
La finale devait initialement se tenir au stade olympique Atatürk, à Istanbul. Mais compte tenu de la pandémie, après des huitièmes de finale dont une partie des matchs retours s'est déroulée en mars, et l'autre début août à huis clos, les huit équipes qualifiées se retrouvent à Lisbonne pour disputer le reste de la compétition (appelée « Final 8 »), sur un seul match au lieu de deux (aller - retour) à partir des quarts de finale et dans deux stades de la capitale portugaise. 
La finale qui oppose le Paris Saint-Germain au Bayern Munich a lieu dimanche 23 août 2020 au stade de Luz. Elle se conclut sur la victoire du Bayern sur le score de 1-0 qui remporte son sixième titre.

## Participants
79 équipes provenant de 55 associations membres de l'UEFA participeront à la Ligue des champions 2019‑2020.
Le format de la saison précédente est reconduit pour cette édition : le nombre de clubs directement admis en phase principale de groupes (32 équipes) est de 26, et la phase qualificative offre 6 places pour cette même phase de groupes.
La liste d'accès est modifiée dans le cadre de l'évolution des compétitions interclubs de l’UEFA pour le cycle 2018-2021.
D'après les coefficients UEFA des pays 2017-2018, une liste définit d’abord le nombre de clubs qu’une association a droit d’envoyer.
- Le vainqueur de la Ligue des champions de l'UEFA 2018-2019 est qualifié d'office ;
- Le vainqueur de la Ligue Europa 2018-2019 est qualifié d'office ;
- Les associations aux places 1 à 4 envoient les quatre meilleurs clubs de leur championnat ;
- Les associations aux places 5 à 6 envoient les trois meilleurs clubs de leur championnat, dont deux qualifiés directement ;
- Les associations aux places 7 à 15 envoient les deux meilleurs clubs de leur championnat, dont un seul qualifié directement pour les associations de 7 à 11 ;
- Les associations aux places 16 à 55, envoient le meilleur club de leur championnat (excepté le Liechtenstein qui n'a pas de championnat).

Dans un second temps, le rang en championnat détermine le tour d’arrivée.
D'autre part :
- Si le tenant du titre de la Ligue des champions de l'UEFA 2018-2019 est déjà qualifié pour la phase de groupes via son championnat, le champion de la 11e association au début de la saison 2018-2019 (Autriche) se qualifie directement pour la phase de groupes, les associations suivantes avancent d'une place, et deux équipes passent du premier au deuxième tour de qualification.
- Si le tenant du titre de la Ligue Europa 2018-2019 est déjà qualifié pour la phase de groupes via son championnat, le troisième du championnat de la 5e association au début de la saison 2018-2019 (France), se qualifie directement pour la phase de groupes et deux équipes avancent du deuxième au troisième tour de qualification en voie de la Ligue.
- Si les tenants du titre de la Ligue des Champions et / ou de la Ligue Europa se qualifient pour les tours préliminaires via leur championnat, leur place est libérée et les équipes des associations les mieux classées dans les tours précédents seront promues en conséquence.
- Une association peut avoir un maximum de cinq équipes dans la phase de groupes. Dans l'hypothèse où les tenants du titre de la Ligue des Champions et de la Ligue Europa seraient du même pays, qui envoie quatre représentants par son championnat, et ne seraient pas dans les quatre premiers, le quatrième de l'association serait reversé en Ligue Europa. Le champion de la 11e association au début de la saison 2018-2019 se qualifierait directement pour la phase de groupes, les associations suivantes avancent d'une place, et deux équipes passent du premier au deuxième tour de qualification.

|     | Espagne                      | Angleterre                 | Italie                    | Allemagne                  |
| --- | ---------------------------- | -------------------------- | ------------------------- | -------------------------- |
| 1er | FC Barcelone (138.000)       | Manchester City (106.000)  | Juventus FC (124.000)     | Bayern Munich (128.000)    |
| 2e  | Atlético de Madrid (127.000) | Liverpool FC (91.000)      | SSC Naples (80.000)       | Borussia Dortmund (85.000) |
| 3e  | Real Madrid (146.000)        | Chelsea FC (87.000)        | Atalanta Bergame (14.945) | RB Leipzig (22.000)        |
| 4e  | Valence CF (37.000)          | Tottenham Hotspur (78.000) | Inter Milan (31.000)      | Bayer Leverkusen (61.000)  |

|     | France                        | Russie                            |
| --- | ----------------------------- | --------------------------------- |
| 1er | Paris Saint-Germain (103.000) | Zénith Saint-Pétersbourg (72.000) |
| 2e  | LOSC Lille (11.699)           | Lokomotiv Moscou (28.500)         |
| 3e  | Olympique lyonnais (61.500)   |                                   |

|     | Portugal                  | Ukraine                   | Belgique          | Turquie                 | Autriche                    |
| --- | ------------------------- | ------------------------- | ----------------- | ----------------------- | --------------------------- |
| 1er | Benfica Lisbonne (68.000) | Chakhtar Donetsk (80.000) | KRC Genk (25.000) | Galatasaray SK (22.500) | Red Bull Salzbourg (54.500) |

| Barrages | Barrages |
| --- | --- |
| - Suisse : BSC Young Boys (27.500) | - République tchèque : Slavia Prague (21.500) |
| Troisième tour de qualification | |
| - Pays-Bas : Ajax Amsterdam (70.500) | - Grèce : PAOK Salonique (23.500) |
| Deuxième tour de qualification | |
| - Croatie : Dinamo Zagreb (29.500) - Israël : Maccabi Tel-Aviv (16.000) | - Danemark : FC Copenhague (31.000) - Chypre : APOEL Nicosie (25.500) |
| Premier tour de qualification | |
| - Roumanie : CFR Cluj (3.500) - Pologne : Piast Gliwice (3.850) - Suède : AIK Solna (5.500) - Azerbaïdjan : Qarabağ FK (22.000) - Bulgarie : Ludogorets Razgrad (27.000) - Serbie : Étoile rouge de Belgrade (16.750) - Écosse : Celtic FC (31.000) - Biélorussie : BATE Borisov (27.500) - Kazakhstan : FK Astana (27.500) - Norvège : Rosenborg BK (11.500) - Slovénie : NK Maribor (18.500) - Slovaquie : Slovan Bratislava (6.000) - Moldavie : Sheriff Tiraspol (12.250) - Albanie : FK Partizani Tirana (3.000) - Islande : Valur Reykjavik (2.750) | - Hongrie : Ferencvárosi TC (3.500) - Macédoine du Nord : KF Shkëndija (6.000) - Finlande : HJK Helsinki (9.000) - Irlande : Dundalk FC (7.000) - Bosnie-Herzégovine : FK Sarajevo (4.250) - Lettonie : Riga FC (1.125) - Estonie : Nõmme Kalju (3.500) - Lituanie : Sūduva Marijampolė (4.250) - Monténégro : FK Sutjeska Nikšić (3.000) - Géorgie : Saburtalo Tbilissi (0.950) - Arménie : FC Ararat-Armenia (0.750) - Malte : Valletta FC (4.250) - Luxembourg : F91 Dudelange (6.250) - Irlande du Nord : Linfield FC (2.250) - Pays de Galles : The New Saints FC (6.000) - Îles Féroé : HB Tórshavn (1.500) |
| Tour préliminaire | |
| - Gibraltar : Lincoln Red Imps (4.250) - Andorre : FC Santa Coloma (4.000) | - Saint-Marin : SP Tre Penne (0.750) - Kosovo : KF Feronikeli (0.500) |

| Barrages |
| --- |
| Aucune entrée |
| Troisième tour de qualification |
| - Troisièmes du championnat - Russie : FK Krasnodar (34.500) - Deuxièmes du championnat - Portugal : FC Porto (93.000) - Ukraine : Dynamo Kiev (65.000) - Belgique : Club Bruges (39.500) - Turquie : İstanbul Başakşehir (10.500) - Autriche : LASK (6.250) |
| Deuxième tour de qualification |
| - Deuxièmes du championnat - Suisse : FC Bâle (54.500) - République tchèque : Viktoria Plzeň (33.000) - Pays-Bas : PSV Eindhoven (37.000) - Grèce : Olympiakos (44.000)                                                                                      |

## Calendrier
| Nom                                             | Tirage au sort        | Date aller                                         | Date retour                                         | Équipes participantes |
| ----------------------------------------------- | --------------------- | -------------------------------------------------- | --------------------------------------------------- | --------------------- |
| Phase qualificative (2019)                      |                       |                                                    |                                                     |                       |
| Tour préliminaire                               | 11 juin Nyon          | 25 juin (demi-finales)                             | 28 juin (finale)                                    | 4                     |
| Premier tour de qualification                   | 18 & 19 juin Nyon     | 9 et 10 juillet                                    | 16 et 17 juillet                                    | 32 (1 + 31)           |
| Deuxième tour de qualification                  | 18 & 19 juin Nyon     | 23 et 24 juillet                                   | 30 et 31 juillet                                    | 24 (16 + 8)           |
| Troisième tour de qualification                 | 22 juillet Nyon       | 6 et 7 août                                        | 13 août                                             | 20 (12 + 8)           |
| Quatrième tour (barrages)                       | 5 août Nyon           | 20 et 21 août                                      | 27 et 28 août                                       | 12 (10 + 2)           |
| Phase de groupes (2019)                         |                       |                                                    |                                                     |                       |
| Journées 1 et 5 Journées 2 et 6 Journées 3 et 4 | 29 août Monaco        | 17 et 18 septembre 1 et 2 octobre 22 et 23 octobre | 26 et 27 novembre 10 et 11 décembre 5 et 6 novembre | 32 (6 + 26)           |
| Phase à élimination directe (2020)              |                       |                                                    |                                                     |                       |
| Huitièmes de finale                             | 16 décembre 2019 Nyon | 18/19 et 25/26 février                             | 10/11 mars et 7/8 août                              | 16                    |
| Quarts de finale                                | 10 juillet Nyon       | 12/15 août à Lisbonne                              | 12/15 août à Lisbonne                               | 8                     |
| Demi-finale                                     | 10 juillet Nyon       | 18/19 août à Lisbonne                              | 18/19 août à Lisbonne                               | 4                     |
| Finale                                          | 10 juillet Nyon       | 23 août à Lisbonne                                 | 23 août à Lisbonne                                  | 2                     |

## Phase qualificative

### Tour préliminaire
Le tirage au sort du tour préliminaire a lieu le 11 juin 2019. Il concerne les champions des quatre associations les moins bien classées au classement UEFA à l'issue de la saison 2018-2019, qui sont le Kosovo, Saint-Marin, Andorre et Gibraltar. Ce tour prend la forme d'un mini-tournoi à élimination directe sur une seule manche. Les deux vainqueurs des deux premiers matchs s'affrontent ensuite lors d'un match décisif dont le gagnant se qualifie pour le premier tour de qualification. Les trois équipes perdantes sont quant à elles reversées au deuxième tour de qualification de la Ligue Europa.
Les matchs ont lieu le 25 juin et le 28 juin. L'intégralité de ce tour est disputé au stade de Fadil Vokrri à Pristina, au Kosovo.
| Têtes de série   | Têtes de série | -             | -     |
| ---------------- | -------------- | ------------- | ----- |
| Lincoln Red Imps | 4.250          | SP Tre Penne  | 0.750 |
| FC Santa Coloma  | 4.000          | KF Feronikeli | 0.500 |

|  | Demi-finale                         | Demi-finale                         | Demi-finale                         | Demi-finale                         |               |               | Match décisif                       | Match décisif                       | Match décisif                       | Match décisif                       |
|  |                                     |                                     |                                     |                                     |               |               |                                     |                                     |                                     |                                     |
|  | 25 juin 2019, Stade de Fadil Vokrri | 25 juin 2019, Stade de Fadil Vokrri | 25 juin 2019, Stade de Fadil Vokrri | 25 juin 2019, Stade de Fadil Vokrri |               |               | 28 juin 2019, Stade de Fadil Vokrri | 28 juin 2019, Stade de Fadil Vokrri | 28 juin 2019, Stade de Fadil Vokrri | 28 juin 2019, Stade de Fadil Vokrri |
|  | KF Feronikeli                       | KF Feronikeli                       | 1                                   | 1                                   |               |               | 28 juin 2019, Stade de Fadil Vokrri | 28 juin 2019, Stade de Fadil Vokrri | 28 juin 2019, Stade de Fadil Vokrri | 28 juin 2019, Stade de Fadil Vokrri |
|  | KF Feronikeli                       | KF Feronikeli                       | 1                                   | 1                                   |               |               | 28 juin 2019, Stade de Fadil Vokrri | 28 juin 2019, Stade de Fadil Vokrri | 28 juin 2019, Stade de Fadil Vokrri | 28 juin 2019, Stade de Fadil Vokrri |
|  | Lincoln Red Imps                    | Lincoln Red Imps                    | 0                                   | 0                                   |               |               | 28 juin 2019, Stade de Fadil Vokrri | 28 juin 2019, Stade de Fadil Vokrri | 28 juin 2019, Stade de Fadil Vokrri | 28 juin 2019, Stade de Fadil Vokrri |
|  | Lincoln Red Imps                    | Lincoln Red Imps                    | 0                                   | 0                                   | KF Feronikeli | KF Feronikeli | 2                                   | 2                                   |                                     |                                     |
|  | 25 juin 2019, Stade de Fadil Vokrri |                                     |                                     |                                     | KF Feronikeli | KF Feronikeli | 2                                   | 2                                   |                                     |                                     |
|  |                                     |                                     | FC Santa Coloma                     | FC Santa Coloma                     | 1             | 1             |                                     |                                     |                                     |                                     |
|  | SP Tre Penne                        | SP Tre Penne                        | FC Santa Coloma                     | FC Santa Coloma                     | 1             | 1             | 0                                   | 0                                   |                                     |                                     |
|  | SP Tre Penne                        | SP Tre Penne                        |                                     |                                     |               |               |                                     | 0                                   |                                     |                                     |
|  | FC Santa Coloma                     | FC Santa Coloma                     | 1                                   | 1                                   |               |               |                                     |                                     |                                     |                                     |
|  | FC Santa Coloma                     | FC Santa Coloma                     | 1                                   | 1                                   |               |               |                                     |                                     |                                     |                                     |

### Premier tour de qualification
Le tirage au sort du premier tour de qualification a lieu le 18 juin 2019. Il concerne les champions des associations classées entre la 20e et la 51e place au classement UEFA (hors Liechtenstein), auxquels s'ajoute le vainqueur du tour préliminaire, pour un total de trente-deux équipes. Les vainqueurs de ce tour se qualifient pour le deuxième tour de qualification tandis que les perdants sont reversés au deuxième tour de qualification de la Ligue Europa.
Les matchs aller ont lieu les 9 et 10 juillet et les matchs retour les 16 et 17 juillet.
| Groupe 1                 | Groupe 1       | Groupe 1           | Groupe 1 | Groupe 2          | Groupe 2       | Groupe 2            | Groupe 2 |
| Têtes de série           | Têtes de série | -                  | -        | Têtes de série    | Têtes de série | -                   | -        |
| ------------------------ | -------------- | ------------------ | -------- | ----------------- | -------------- | ------------------- | -------- |
| FK Astana                | 27.500         | Sūduva Marijampolė | 4.250    | Celtic FC         | 31.000         | Valletta FC         | 4.250    |
| Ludogorets Razgrad       | 27.000         | Ferencvárosi TC    | 3.500    | Qarabağ FK        | 22.000         | FK Sarajevo         | 4.250    |
| Étoile rouge de Belgrade | 16.750         | Nõmme Kalju        | 3.500    | Sheriff Tiraspol  | 12.250         | FK Sutjeska Nikšić  | 3.000    |
| KF Shkëndija             | 6.000          | CFR Cluj           | 3.500    | F91 Dudelange     | 6.250          | FK Partizani Tirana | 3.000    |
| AIK Solna                | 5.500          | FC Ararat-Armenia  | 0.750    | Slovan Bratislava | 6.000          | Saburtalo Tbilissi  | 0.950    |
| Groupe 3                 |                |                    |          |                   |                |                     |          |
| Têtes de série           | Têtes de série | -                  | -        |                   |                |                     |          |
| BATE Borisov             | 27.500         | KF Feronikeli †    | 4.250    |                   |                |                     |          |
| NK Maribor               | 18.500         | Piast Gliwice      | 3.850    |                   |                |                     |          |
| Rosenborg BK             | 11.500         | Valur Reykjavik    | 2.750    |                   |                |                     |          |
| HJK Helsinki             | 9.000          | Linfield FC        | 2.250    |                   |                |                     |          |
| Dundalk FC               | 7.000          | HB Tórshavn        | 1.500    |                   |                |                     |          |
| The New Saints FC        | 6.000          | Riga FC            | 1.125    |                   |                |                     |          |

† : Équipe vainqueur du tour préliminaire dont l'identité n'est pas connue au moment du tirage au sort. Le coefficient utilisé lors de ce tirage est donc le plus élevé du tour préliminaire. Les équipes en italique ont éliminé une équipe avec un coefficient plus important au tour précédent et bénéficient de son coefficient UEFA au moment du tirage. 
| Équipe              | Aller  | Total | Retour            | Équipe                   |
| ------------------- | ------ | ----- | ----------------- | ------------------------ |
| Nõmme Kalju         | 0 - 1  | 2 - 2 | E2 - 1            | KF Shkëndija             |
| Sūduva Marijampolė  | 0 - 0  | 1 - 2 | 1 - 2             | Étoile rouge de Belgrade |
| FC Ararat-Armenia   | 2 - 1  | 3 - 4 | 1 - 3             | AIK Solna                |
| FK Astana           | 1 - 0  | 2 - 3 | 1 - 3             | CFR Cluj                 |
| Ferencvárosi TC     | 2 - 1  | 5 - 3 | 3 - 2             | Ludogorets Razgrad       |
| FK Sarajevo         | 1 - 3  | 2 - 5 | 1 - 2             | Celtic FC                |
| Sheriff Tiraspol    | 0 - 3  | 3 - 4 | 3 - 1             | Saburtalo Tbilissi       |
| F91 Dudelange       | 2 - 2E | 3 - 3 | 1 - 1             | Valletta FC              |
| FK Partizani Tirana | 0 - 0  | 0 - 2 | 0 - 2             | Qarabağ FK               |
| Slovan Bratislava   | 1 - 1  | 2 - 2 | 1 - 1 ap 2 - 3tab | FK Sutjeska Nikšić       |
| Linfield FC         | 0 - 2  | 0 - 6 | 0 - 4             | Rosenborg BK             |
| Valur Reykjavik     | 0 - 3  | 0 - 5 | 0 - 2             | NK Maribor               |
| Dundalk FC          | 0 - 0  | 0 - 0 | 0 - 0 ap 5 - 4tab | Riga FC                  |
| The New Saints FC   | 2 - 2  | 3 - 2 | 1 - 0             | KF Feronikeli            |
| HJK Helsinki        | 3 - 0  | 5 - 2 | 2 - 2             | HB Tórshavn              |
| BATE Borisov        | 1 - 1  | 3 - 2 | 2 - 1             | Piast Gliwice            |

### Deuxième tour de qualification
Le tirage au sort du deuxième tour de qualification a lieu le 18 juin 2019, juste après le tirage du premier tour. La phase qualificative se divise à ce moment-là en deux voies distinctes : la voie des Champions et la voie de la Ligue. Comme son nom l'indique, les participants à la première voie sont les champions des associations classées entre la 16e et la 19e place au classement UEFA auxquels s'ajoutent les seize équipes vainqueurs du premier tour de qualification. Quant à la voie de la Ligue, elle se compose des quatre vice-champions des associations classées entre la 12e et la 15e place au classement UEFA. Les deux voies forment un total de vingt-quatre équipes. Les vainqueurs de ce tour se qualifient pour le troisième tour de qualification tandis que les perdants sont reversés au troisième tour de qualification de la Ligue Europa.
Les matchs aller ont lieu les 23 et 24 juillet, les matchs retour prennent place le 30 juillet et le 31 juillet.
| Voie des Champions       | Voie des Champions | Voie des Champions   | Voie des Champions |
| Groupe 1                 | Groupe 1           | Groupe 1             | Groupe 1           |
| Têtes de série           | Têtes de série     | -                    | -                  |
| ------------------------ | ------------------ | -------------------- | ------------------ |
| FC Copenhague            | 31.000             | Maccabi Tel-Aviv     | 16.000             |
| BATE Borisov             | 27.500             | Rosenborg BK         | 11.500             |
| CFR Cluj †               | 27.500             | Dundalk FC           | 7.000              |
| Ferencvárosi TC †        | 27.000             | Valletta FC †        | 6.250              |
| Qarabağ FK               | 22.000             | The New Saints FC    | 6.000              |
| Groupe 2                 |                    |                      |                    |
| Têtes de série           | Têtes de série     | -                    | -                  |
| Celtic FC                | 31.000             | Saburtalo Tbilissi † | 12.250             |
| Dinamo Zagreb            | 29.500             | HJK Helsinki         | 9.000              |
| APOEL Nicosie            | 25.500             | Nõmme Kalju          | 6.000              |
| NK Maribor               | 18.500             | FK Sutjeska Nikšić † | 6.000              |
| Étoile rouge de Belgrade | 16.750             | AIK Solna            | 5.500              |
| Voie de la Ligue         |                    |                      |                    |
| Têtes de série           | Têtes de série     | -                    | -                  |
| FC Bâle                  | 54.500             | PSV Eindhoven        | 37.000             |
| Olympiakos               | 44.000             | Viktoria Plzeň       | 33.000             |

| Équipe                   | Aller              | Total              | Retour             | Équipe             |
| Voie des Champions       | Voie des Champions | Voie des Champions | Voie des Champions | Voie des Champions |
| ------------------------ | ------------------ | ------------------ | ------------------ | ------------------ |
| CFR Cluj                 | 1 - 0              | 3 - 2              | 2 - 2              | Maccabi Tel-Aviv   |
| BATE Borisov             | 2 - 1              | 2 - 3              | 0 - 2              | Rosenborg BK       |
| The New Saints FC        | 0 - 2              | 0 - 3              | 0 - 1              | FC Copenhague      |
| Ferencvárosi TC          | 3 - 1              | 4 - 2              | 1 - 1              | Valletta FC        |
| Dundalk FC               | 1 - 1              | 1 - 4              | 0 - 3              | Qarabağ FK         |
| Saburtalo Tbilissi       | 0 - 2              | 0 - 5              | 0 - 3              | Dinamo Zagreb      |
| Celtic FC                | 5 - 0              | 7 - 0              | 2 - 0              | Nõmme Kalju        |
| Étoile rouge de Belgrade | 2 - 0              | 3 - 2              | 1 - 2              | HJK Helsinki       |
| Sutjeska Nikšić          | 0 - 1              | 0 - 4              | 0 - 3              | APOEL Nicosie      |
| NK Maribor               | 2 - 1              | 4 - 4              | 2 - 3 E ap         | AIK Solna          |
| Voie de la Ligue         |                    |                    |                    |                    |
| Viktoria Plzeň           | 0 - 0              | 0 - 4              | 0 - 4              | Olympiakos         |
| PSV Eindhoven            | 3 - 2E             | 4 - 4              | 1 - 2              | FC Bâle            |

### Troisième tour de qualification
Le tirage au sort du troisième tour de qualification a lieu le 22 juillet 2019. Ce tour voit l'entrée en lice, pour la voie des Champions, des champions grecs et néerlandais, dont les associations sont classées respectivement à la 14e et à la 15e place au classement UEFA, auxquels s'ajoutent les dix vainqueurs de la voie des Champions du deuxième tour. La voie de la Ligue voit l'entrée des vice-champions des associations classées entre la 7e et la 11e place au classement UEFA ainsi que du troisième de l'association russe, classée sixième, auxquels s'ajoutent les deux vainqueurs de la voie de la Ligue du deuxième tour, pour un total respectif de douze et huit équipes. Les vainqueurs de ce tour se qualifient pour les barrages. Dans le même temps, les perdants de la voie des Champions sont reversés en barrages de la Ligue Europa tandis que les perdants de la voie de la Ligue sont directement reversés dans la phase de groupes de cette même compétition.
Les matchs aller ont lieu les 6 et 7 août, les matchs retour le 13 août.
| Voie des Champions | Voie des Champions | Voie des Champions       | Voie des Champions |
| Têtes de série     | Têtes de série     | -                        | -                  |
| ------------------ | ------------------ | ------------------------ | ------------------ |
| Ajax Amsterdam     | 70.500             | PAOK Salonique           | 23.500             |
| Celtic FC          | 31.000             | Qarabağ FK               | 22.000             |
| FC Copenhague      | 31.000             | NK Maribor               | 18.500             |
| Dinamo Zagreb      | 29.500             | Étoile rouge de Belgrade | 16.750             |
| Rosenborg BK†      | 27.500             | CFR Cluj†                | 16.000             |
| APOEL Nicosie      | 25.500             | Ferencvárosi TC†         | 4.250              |
| Voie de la Ligue   |                    |                          |                    |
| Têtes de série     | Têtes de série     | -                        | -                  |
| FC Porto           | 93.000             | Club Bruges              | 39.500             |
| Dynamo Kiev        | 65.000             | FK Krasnodar             | 34.500             |
| FC Bâle†           | 54.500             | İstanbul Başakşehir      | 10.500             |
| Olympiakos         | 44.000             | LASK                     | 6.250              |

| Équipe                   | Aller              | Total              | Retour             | Équipe             |
| Voie des Champions       | Voie des Champions | Voie des Champions | Voie des Champions | Voie des Champions |
| ------------------------ | ------------------ | ------------------ | ------------------ | ------------------ |
| CFR Cluj                 | 1 - 1              | 5 - 4              | 4 - 3              | Celtic FC          |
| APOEL Nicosie            | 1 - 2              | 3 - 2              | 2 - 0              | Qarabağ FK         |
| PAOK Salonique           | 2 - 2              | 4 - 5              | 2 - 3              | Ajax Amsterdam     |
| Dinamo Zagreb            | 1 - 1              | 5 - 1              | 4 - 0              | Ferencvárosi TC    |
| Étoile rouge de Belgrade | 1 - 1              | 2 - 2              | 1 - 1 ap 7 - 6tab  | FC Copenhague      |
| NK Maribor               | 1 - 3              | 2 - 6              | 1 - 3              | Rosenborg BK       |
| Voie de la Ligue         |                    |                    |                    |                    |
| İstanbul Başakşehir      | 0 - 1              | 0 - 3              | 0 - 2              | Olympiakos         |
| FK Krasnodar             | 0 - 1              | 3 - 3              | E3 - 2             | FC Porto           |
| Club Bruges              | 1 - 0              | 4 - 3              | 3 - 3              | Dynamo Kiev        |
| FC Bâle                  | 1 - 2              | 2 - 5              | 1 - 3              | LASK               |

### Quatrième tour (barrages)
Le tirage au sort des barrages a lieu le 5 août 2019. Ce tour voit l'entrée en lice, pour la voie des Champions, des champions tchèque et suisse, dont les associations sont classées respectivement à la 12e et à la 13e place au classement UEFA, auxquels s'ajoutent les six vainqueurs de la voie des Champions du troisième tour. La voie de la Ligue ne voit quant à elle aucune entrée et oppose les quatre vainqueurs de la voie de la Ligue du tour précédent, pour un total respectif de huit et quatre équipes. Les six vainqueurs de ce tour se qualifient pour la phase de groupes de la Ligue des champions tandis que les perdants sont reversés en phase de groupes de la Ligue Europa.
Les matchs aller ont lieu les 20 et 21 août, les matchs retour les 27 et 28 août.
| Voie des Champions       | Voie des Champions | Voie des Champions | Voie des Champions |
| Têtes de série           | Têtes de série     | -                  | -                  |
| ------------------------ | ------------------ | ------------------ | ------------------ |
| Ajax Amsterdam           | 70.500             | BSC Young Boys     | 27.500             |
| CFR Cluj                 | 31.000             | APOEL Nicosie      | 25.500             |
| Étoile rouge de Belgrade | 31.000             | Slavia Prague      | 21.500             |
| Dinamo Zagreb            | 29.500             | Rosenborg BK       | 18.500             |
| Voie de la Ligue         |                    |                    |                    |
| Têtes de série           | Têtes de série     | -                  | -                  |
| Club Bruges              | 39.500             | Olympiakos         | 44.000             |
| FK Krasnodar             | 34.500             | LASK               | 6.250              |

| Équipe             | Aller              | Total              | Retour             | Équipe                   |
| Voie des Champions | Voie des Champions | Voie des Champions | Voie des Champions | Voie des Champions       |
| ------------------ | ------------------ | ------------------ | ------------------ | ------------------------ |
| Dinamo Zagreb      | 2 - 0              | 3 - 1              | 1 - 1              | Rosenborg BK             |
| CFR Cluj           | 0 - 1              | 0 - 2              | 0 - 1              | Slavia Prague            |
| BSC Young Boys     | 2 - 2E             | 3 - 3              | 1 - 1              | Étoile rouge de Belgrade |
| APOEL Nicosie      | 0 - 0              | 0 - 2              | 0 - 2              | Ajax Amsterdam           |
| Voie de la Ligue   |                    |                    |                    |                          |
| LASK               | 0 - 1              | 1 - 3              | 1 - 2              | Club Bruges              |
| Olympiakos         | 4 - 0              | 6 - 1              | 2 - 1              | FK Krasnodar             |

## Phase de groupes
Atlético de Madrid
Real Madrid
Chelsea
Tottenham Hotspur

### Format et tirage au sort
Le tirage au sort de la phase de groupes a lieu le 29 août 2019 au Forum Grimaldi de Monaco. Les trente-deux équipes participantes sont placées dans quatre chapeaux de huit équipes, sur la base des règles suivantes :
- le chapeau 1 est réservé au tenant du titre, au vainqueur de la Ligue Europa 2018-2019 et aux champions des six meilleures associations sur la base de leur coefficient UEFA en 2018[4].
- les chapeaux 2, 3 et 4 contiennent les équipes restantes, réparties en fonction de leur coefficient UEFA en 2019[5].

Les 32 équipes sont réparties en huit groupes de quatre équipes, avec comme restriction l'impossibilité pour deux équipes d'une même association de se rencontrer dans un groupe, ainsi que l'impossibilité pour les équipes russes et ukrainiennes d'être tirées dans un même groupe en raison de la situation politique entre les deux pays.
| Chapeau 1                   | Chapeau 1 | Chapeau 2           | Chapeau 2 | Chapeau 3             | Chapeau 3 | Chapeau 4                   | Chapeau 4 |
| --------------------------- | --------- | ------------------- | --------- | --------------------- | --------- | --------------------------- | --------- |
| Liverpool FC T              | 91.000    | Real Madrid         | 146.000   | Olympique lyonnais    | 61.500    | Lokomotiv Moscou            | 28.500    |
| Chelsea FC C3               | 87.000    | Atlético de Madrid  | 127.000   | Bayer Leverkusen      | 61.000    | KRC Genk Ch                 | 25.000    |
| FC Barcelone Ch             | 138.000   | Borussia Dortmund   | 85.000    | Red Bull Salzbourg Ch | 54.500    | Galatasaray SK Ch           | 22.500    |
| Manchester City Ch          | 106.000   | SSC Naples          | 80.000    | Olympiakos            | 44.000    | RB Leipzig                  | 22.000    |
| Juventus FC Ch              | 124.000   | Chakhtar Donetsk Ch | 80.000    | Club Bruges           | 39.500    | Slavia Prague Ch            | 21.500    |
| Bayern Munich Ch            | 128.000   | Tottenham Hotspur   | 78.000    | Valence CF            | 37.000    | Étoile rouge de Belgrade Ch | 16.750    |
| Paris Saint-Germain Ch      | 103.000   | Ajax Amsterdam Ch   | 70.500    | Inter Milan           | 31.000    | Atalanta Bergame            | 14.945    |
| Zénith Saint-Pétersbourg Ch | 72.000    | Benfica Lisbonne Ch | 68.000    | Dinamo Zagreb Ch      | 29.500    | LOSC Lille                  | 11.699    |

T : Tenant du titre

Ch : Champion national

C3 : Vainqueur de la Ligue Europa
- Futur qualifié pour les huitièmes de finale
- Futur repêché en seizièmes de finale de la Ligue Europa

### Matchs et classements
Les jours de match sont fixés les 17 et 18 septembre, les 1er et 2 octobre, les 22 et 23 octobre, les 5 et 6 novembre, les 26 et 27 novembre et les 10 et 11 décembre 2019.

#### Critères de départage
Selon l'article 17.01 du règlement de la compétition, en cas d’égalité de points de plusieurs équipes à l'issue des matches de groupe, les critères suivants sont appliqués dans l'ordre indiqué pour établir leur classement :
1. plus grand nombre de points obtenus dans les matches de groupe disputés entre les équipes concernées ;
2. meilleure différence de buts dans les matches du groupe disputés entre les équipes concernées;
3. plus grand nombre de buts marqués dans les matches du groupe disputés entre les équipes concernées;
4. plus grand nombre de buts marqués à l’extérieur dans les matches du groupe disputés entre les équipes concernées;
5. si, après l’application des critères 1 à 4, plusieurs équipes sont toujours à égalité, les critères 1 à 4 sont à nouveau appliqués exclusivement aux matches entre les équipes concernées afin de déterminer leur classement final. Si cette procédure ne donne pas de résultat, les critères 6 à 12 s’appliquent;
6. meilleure différence de buts dans tous les matches du groupe;
7. plus grand nombre de buts marqués dans tous les matches du groupe;
8. plus grand nombre de buts marqués à l’extérieur dans tous les matches du groupe;
9. plus grand nombre de victoires dans tous les matches du groupe;
10. plus grand nombre de victoires à l'extérieur dans tous les matches du groupe;
11. total le plus faible de points disciplinaires sur la base uniquement des cartons jaunes et des cartons rouges reçus durant tous les matches du groupe (carton rouge = 3 points, carton jaune = 1 point, expulsion pour deux cartons jaunes au cours d'un match = 3 points);
12. meilleur coefficient de club.

Légende des classements
- Qualifié pour les huitièmes de finale
- Repêché en seizièmes de finale de la Ligue Europa

Légende des résultats
- Victoire à domicile
- Match nul
- Victoire à l'extérieur

#### Groupe A
| Rang | Équipe              | Pts | J | G | N | P | Bp | Bc | Diff |  | Résultats (▼ dom., ► ext.) |     |     |     |     |
| ---- | ------------------- | --- | - | - | - | - | -- | -- | ---- |  | -------------------------- | --- | --- | --- | --- |
| 1    | Paris Saint-Germain | 16  | 6 | 5 | 1 | 0 | 17 | 2  | +15  |  | Paris Saint-Germain        |     | 3-0 | 1-0 | 5-0 |
| 2    | Real Madrid         | 11  | 6 | 3 | 2 | 1 | 14 | 8  | +6   |  | Real Madrid                | 2-2 |     | 2-2 | 6-0 |
| 3    | Club Bruges         | 3   | 6 | 0 | 3 | 3 | 4  | 12 | -8   |  | Club Bruges                | 0-5 | 1-3 |     | 0-0 |
| 4    | Galatasaray SK      | 2   | 6 | 0 | 2 | 4 | 1  | 14 | -13  |  | Galatasaray SK             | 0-1 | 0-1 | 1-1 |     |

#### Groupe B
| Rang | Équipe                   | Pts | J | G | N | P | Bp | Bc | Diff |  | Résultats (▼ dom., ► ext.) |     |     |     |     |
| ---- | ------------------------ | --- | - | - | - | - | -- | -- | ---- |  | -------------------------- | --- | --- | --- | --- |
| 1    | Bayern Munich            | 18  | 6 | 6 | 0 | 0 | 24 | 5  | +19  |  | Bayern Munich              |     | 3-1 | 2-0 | 3-0 |
| 2    | Tottenham Hotspur        | 10  | 6 | 3 | 1 | 2 | 18 | 14 | +4   |  | Tottenham Hotspur          | 2-7 |     | 4-2 | 5-0 |
| 3    | Olympiakos               | 4   | 6 | 1 | 1 | 4 | 8  | 14 | -6   |  | Olympiakos                 | 2-3 | 2-2 |     | 1-0 |
| 4    | Étoile rouge de Belgrade | 3   | 6 | 1 | 0 | 5 | 3  | 20 | -17  |  | Étoile rouge de Belgrade   | 0-6 | 0-3 | 3-1 |     |

#### Groupe C
| Rang | Équipe           | Pts | J | G | N | P | Bp | Bc | Diff |  | Résultats (▼ dom., ► ext.) |     |     |     |     |
| ---- | ---------------- | --- | - | - | - | - | -- | -- | ---- |  | -------------------------- | --- | --- | --- | --- |
| 1    | Manchester City  | 14  | 6 | 4 | 2 | 0 | 16 | 4  | +12  |  | Manchester City            |     | 5-1 | 1-1 | 2-0 |
| 2    | Atalanta Bergame | 7   | 6 | 2 | 1 | 3 | 8  | 12 | -4   |  | Atalanta Bergame           | 1-1 |     | 1-2 | 2-0 |
| 3    | Chakhtar Donetsk | 6   | 6 | 1 | 3 | 2 | 8  | 13 | -5   |  | Chakhtar Donetsk           | 0-3 | 0-3 |     | 2-2 |
| 4    | Dinamo Zagreb    | 5   | 6 | 1 | 2 | 3 | 10 | 13 | -3   |  | Dinamo Zagreb              | 1-4 | 4-0 | 3-3 |     |

#### Groupe D
| Rang | Équipe             | Pts | J | G | N | P | Bp | Bc | Diff |  | Résultats (▼ dom., ► ext.) |     |     |     |     |
| ---- | ------------------ | --- | - | - | - | - | -- | -- | ---- |  | -------------------------- | --- | --- | --- | --- |
| 1    | Juventus FC        | 16  | 6 | 5 | 1 | 0 | 12 | 4  | +8   |  | Juventus FC                |     | 1-0 | 3-0 | 2-1 |
| 2    | Atlético de Madrid | 10  | 6 | 3 | 1 | 2 | 8  | 5  | +3   |  | Atlético de Madrid         | 2-2 |     | 1-0 | 2-0 |
| 3    | Bayer Leverkusen   | 6   | 6 | 2 | 0 | 4 | 5  | 9  | -4   |  | Bayer Leverkusen           | 0-2 | 2-1 |     | 1-2 |
| 4    | Lokomotiv Moscou   | 3   | 6 | 1 | 0 | 5 | 4  | 11 | -7   |  | Lokomotiv Moscou           | 1-2 | 0-2 | 0-2 |     |

#### Groupe E
| Rang | Équipe             | Pts | J | G | N | P | Bp | Bc | Diff |  | Résultats (▼ dom., ► ext.) |     |     |     |     |
| ---- | ------------------ | --- | - | - | - | - | -- | -- | ---- |  | -------------------------- | --- | --- | --- | --- |
| 1    | Liverpool FC       | 13  | 6 | 4 | 1 | 1 | 13 | 8  | +5   |  | Liverpool FC               |     | 1-1 | 4-3 | 2-1 |
| 2    | SSC Naples         | 12  | 6 | 3 | 3 | 0 | 11 | 4  | +7   |  | SSC Naples                 | 2-0 |     | 1-1 | 4-0 |
| 3    | Red Bull Salzbourg | 7   | 6 | 2 | 1 | 3 | 16 | 13 | +3   |  | Red Bull Salzbourg         | 0-2 | 2-3 |     | 6-2 |
| 4    | KRC Genk           | 1   | 6 | 0 | 1 | 5 | 5  | 20 | -15  |  | KRC Genk                   | 1-4 | 0-0 | 1-4 |     |

#### Groupe F
| Rang | Équipe            | Pts | J | G | N | P | Bp | Bc | Diff |  | Résultats (▼ dom., ► ext.) |     |     |     |     |
| ---- | ----------------- | --- | - | - | - | - | -- | -- | ---- |  | -------------------------- | --- | --- | --- | --- |
| 1    | FC Barcelone      | 14  | 6 | 4 | 2 | 0 | 9  | 4  | +5   |  | FC Barcelone               |     | 3-1 | 2-1 | 0-0 |
| 2    | Borussia Dortmund | 10  | 6 | 3 | 1 | 2 | 8  | 8  | 0    |  | Borussia Dortmund          | 0-0 |     | 3-2 | 2-1 |
| 3    | Inter Milan       | 7   | 6 | 2 | 1 | 3 | 10 | 9  | +1   |  | Inter Milan                | 1-2 | 2-0 |     | 1-1 |
| 4    | Slavia Prague     | 2   | 6 | 0 | 2 | 4 | 4  | 10 | -6   |  | Slavia Prague              | 1-2 | 0-2 | 1-3 |     |

#### Groupe G
| Rang | Équipe                   | Pts | J | G | N | P | Bp | Bc | Diff |  | Résultats (▼ dom., ► ext.) |     |     |     |     |
| ---- | ------------------------ | --- | - | - | - | - | -- | -- | ---- |  | -------------------------- | --- | --- | --- | --- |
| 1    | RB Leipzig               | 11  | 6 | 3 | 2 | 1 | 10 | 8  | +2   |  | RB Leipzig                 |     | 0-2 | 2-2 | 2-1 |
| 2    | Olympique lyonnais       | 8   | 6 | 2 | 2 | 2 | 9  | 8  | +1   |  | Olympique lyonnais         | 2-2 |     | 3-1 | 1-1 |
| 3    | Benfica Lisbonne         | 7   | 6 | 2 | 1 | 3 | 10 | 11 | -1   |  | Benfica Lisbonne           | 1-2 | 2-1 |     | 3-0 |
| 4    | Zénith Saint-Pétersbourg | 7   | 6 | 2 | 1 | 3 | 7  | 9  | -2   |  | Zénith Saint-Pétersbourg   | 0-2 | 2-0 | 3-1 |     |

#### Groupe H
| Rang | Équipe         | Pts | J | G | N | P | Bp | Bc | Diff |  | Résultats (▼ dom., ► ext.) |     |     |     |     |
| ---- | -------------- | --- | - | - | - | - | -- | -- | ---- |  | -------------------------- | --- | --- | --- | --- |
| 1    | Valence CF     | 11  | 6 | 3 | 2 | 1 | 9  | 7  | +2   |  | Valence CF                 |     | 2-2 | 0-3 | 4-1 |
| 2    | Chelsea FC     | 11  | 6 | 3 | 2 | 1 | 11 | 9  | +2   |  | Chelsea FC                 | 0-1 |     | 4-4 | 2-1 |
| 3    | Ajax Amsterdam | 10  | 6 | 3 | 1 | 2 | 12 | 6  | +6   |  | Ajax Amsterdam             | 0-1 | 0-1 |     | 3-0 |
| 4    | LOSC Lille     | 1   | 6 | 0 | 1 | 5 | 4  | 14 | -10  |  | LOSC Lille                 | 1-1 | 1-2 | 0-2 |     |

## Phase à élimination directe

### Qualification et tirage au sort
Atlético de Madrid
Real Madrid
Tottenham Hotspur
Chelsea FC
Pour le tirage des huitièmes de finale, les 8 premiers de groupe du tour précédent sont têtes de série et reçoivent pour le match retour, ils ne peuvent donc pas se rencontrer. 
Deux équipes d'une même association nationale ne peuvent pas non plus se rencontrer en huitièmes de finale, de même que deux équipes issues du même groupe. Cette limitation est levée à partir des quarts de finale.
C'est la première fois dans l'histoire de la Ligue des champions que les clubs présents au stade des huitièmes de finale représentent seulement cinq pays, les cinq dont les championnats nationaux sont les mieux classés à l'indice UEFA (Espagne, Angleterre, Italie, Allemagne et France) et qui totalisaient déjà 19 clubs sur les 32 engagés en phase de poules. 
| Les 16 qualifiés - récapitulatif avant tirage au sort | Les 16 qualifiés - récapitulatif avant tirage au sort | Les 16 qualifiés - récapitulatif avant tirage au sort |
| Groupe                                                | 1er (tête de série)                                   | 2e                                                    |
| ----------------------------------------------------- | ----------------------------------------------------- | ----------------------------------------------------- |
| A                                                     | Paris Saint-Germain                                   | Real Madrid                                           |
| B                                                     | Bayern Munich                                         | Tottenham Hotspur                                     |
| C                                                     | Manchester City                                       | Atalanta Bergame                                      |
| D                                                     | Juventus FC                                           | Atlético de Madrid                                    |
| E                                                     | Liverpool FC                                          | SSC Naples                                            |
| F                                                     | FC Barcelone                                          | Borussia Dortmund                                     |
| G                                                     | RB Leipzig                                            | Olympique lyonnais                                    |
| H                                                     | Valence CF                                            | Chelsea FC                                            |

Le tirage au sort des huitièmes de finale a lieu le 16 décembre 2019.

### Huitièmes de finale
Les matchs aller se jouent les 18, 19, 25 et 26 février, et les matchs retour les 10, 11, 17 et 18 mars 2020. En raison de la pandémie de Covid-19, le huitième de finale retour du 11 mars 2020 entre le Paris Saint-Germain et le Borussia Dortmund est joué à huis clos, tout comme celui opposant le Valence CF et l'Atalanta Bergame. Deux jours plus tard, l'UEFA décide de reporter les huitièmes de finale retour de la deuxième semaine à une date ultérieure. Les quatre derniers huitièmes de finale retour se jouent dans les stades des clubs les 7 et 8 août 2020.
| Équipe             | Aller | Total  | Retour   | Équipe              |
| ------------------ | ----- | ------ | -------- | ------------------- |
| Borussia Dortmund  | 2 - 1 | 2 - 3  | 0 - 2    | Paris Saint-Germain |
| Real Madrid        | 1 - 2 | 2 - 4  | 1 - 2    | Manchester City     |
| Atalanta Bergame   | 4 - 1 | 8 - 4  | 4 - 3    | Valence CF          |
| Atlético de Madrid | 1 - 0 | 4 - 2  | 3 - 2 ap | Liverpool FC        |
| Chelsea FC         | 0 - 3 | 1 - 7  | 1 - 4    | Bayern Munich       |
| Olympique lyonnais | 1 - 0 | 2e - 2 | 1 - 2    | Juventus FC         |
| Tottenham Hotspur  | 0 - 1 | 0 - 4  | 0 - 3    | RB Leipzig          |
| SSC Naples         | 1 - 1 | 2 - 4  | 1 - 3    | FC Barcelone        |

### «Final 8» à Lisbonne
| \| Estádio da Luz Estádio José Alvalade \| Localisation des stades dans Lisbonne |
| Estádio da Luz Estádio José Alvalade                                             |

| Estádio da Luz Estádio José Alvalade |

#### Quarts de finale
Le tirage au sort des quarts de finale, initialement prévu le 20 mars 2020, est reporté au 10 juillet 2020. Les rencontres se disputent sur un seul match à Lisbonne du 12 au 15 août 2020.
| Club             | Score | Club                |
| ---------------- | ----- | ------------------- |
| Manchester City  | 1 - 3 | Olympique lyonnais  |
| RB Leipzig       | 2 - 1 | Atlético de Madrid  |
| FC Barcelone     | 2 - 8 | Bayern Munich       |
| Atalanta Bergame | 1 - 2 | Paris Saint-Germain |

#### Demi-finales
Les rencontres ont lieu sur un seul match à Lisbonne les 18 et 19 août 2020. C'est la première fois, dans l'histoire de la compétition que deux clubs français accèdent au dernier carré d'une même édition. C'est également la première fois depuis 1991 qu'il n'y a aucun représentant des championnats anglais, espagnol et italien, et la première fois depuis 2007 qu'aucun club espagnol n'accède aux demi-finales de la compétition.
Par ailleurs, pour la première fois de la compétition, trois des quatre entraîneurs qualifiés pour les demi-finales sont allemands (Thomas Tuchel, Julian Nagelsmann et Hans-Dieter Flick), le quatrième étant le Français Rudi Garcia.
| Club               | Score | Club                |
| ------------------ | ----- | ------------------- |
| Olympique lyonnais | 0 - 3 | Bayern Munich       |
| RB Leipzig         | 0 - 3 | Paris Saint-Germain |

#### Finale
La finale, disputée sur un seul match, devait initialement avoir lieu le samedi 30 mai 2020, à Istanbul en Turquie, au Stade olympique Atatürk. Elle est reprogrammée au dimanche 23 août 2020 et se tient  au Estádio da Luz de Lisbonne, au Portugal.
| Club                | Score | Club          |
| ------------------- | ----- | ------------- |
| Paris Saint-Germain | 0 - 1 | Bayern Munich |

### Tableau final
|  | Huitièmes de finale | Huitièmes de finale | Huitièmes de finale                            | Huitièmes de finale |                     |                     | Quarts de finale                               | Quarts de finale                               | Quarts de finale                               | Quarts de finale                               |  |  | Demi-finales                            | Demi-finales                            | Demi-finales                            | Demi-finales                            |  |  | Finale                                  | Finale                                  | Finale                                  | Finale                                  |
|  |                     |                     |                                                |                     |                     |                     |                                                |                                                |                                                |                                                |  |  |                                         |                                         |                                         |                                         |  |  |                                         |                                         |                                         |                                         |
|  |                     |                     |                                                |                     |                     |                     | 13 août 2020 - Estádio José Alvalade, Lisbonne | 13 août 2020 - Estádio José Alvalade, Lisbonne | 13 août 2020 - Estádio José Alvalade, Lisbonne | 13 août 2020 - Estádio José Alvalade, Lisbonne |  |  | 18 août 2020 - Estádio da Luz, Lisbonne | 18 août 2020 - Estádio da Luz, Lisbonne | 18 août 2020 - Estádio da Luz, Lisbonne | 18 août 2020 - Estádio da Luz, Lisbonne |  |  | 23 août 2020 - Estádio da Luz, Lisbonne | 23 août 2020 - Estádio da Luz, Lisbonne | 23 août 2020 - Estádio da Luz, Lisbonne | 23 août 2020 - Estádio da Luz, Lisbonne |
|  | Tottenham Hotspur   | Tottenham Hotspur   | 0                                              | 0                   |                     |                     | 13 août 2020 - Estádio José Alvalade, Lisbonne | 13 août 2020 - Estádio José Alvalade, Lisbonne | 13 août 2020 - Estádio José Alvalade, Lisbonne | 13 août 2020 - Estádio José Alvalade, Lisbonne |  |  | 18 août 2020 - Estádio da Luz, Lisbonne | 18 août 2020 - Estádio da Luz, Lisbonne | 18 août 2020 - Estádio da Luz, Lisbonne | 18 août 2020 - Estádio da Luz, Lisbonne |  |  | 23 août 2020 - Estádio da Luz, Lisbonne | 23 août 2020 - Estádio da Luz, Lisbonne | 23 août 2020 - Estádio da Luz, Lisbonne | 23 août 2020 - Estádio da Luz, Lisbonne |
|  | Tottenham Hotspur   | Tottenham Hotspur   | 0                                              | 0                   |                     |                     | 13 août 2020 - Estádio José Alvalade, Lisbonne | 13 août 2020 - Estádio José Alvalade, Lisbonne | 13 août 2020 - Estádio José Alvalade, Lisbonne | 13 août 2020 - Estádio José Alvalade, Lisbonne |  |  | 18 août 2020 - Estádio da Luz, Lisbonne | 18 août 2020 - Estádio da Luz, Lisbonne | 18 août 2020 - Estádio da Luz, Lisbonne | 18 août 2020 - Estádio da Luz, Lisbonne |  |  | 23 août 2020 - Estádio da Luz, Lisbonne | 23 août 2020 - Estádio da Luz, Lisbonne | 23 août 2020 - Estádio da Luz, Lisbonne | 23 août 2020 - Estádio da Luz, Lisbonne |
|  | RB Leipzig          | RB Leipzig          | 1                                              | 3                   |                     |                     | 13 août 2020 - Estádio José Alvalade, Lisbonne | 13 août 2020 - Estádio José Alvalade, Lisbonne | 13 août 2020 - Estádio José Alvalade, Lisbonne | 13 août 2020 - Estádio José Alvalade, Lisbonne |  |  | 18 août 2020 - Estádio da Luz, Lisbonne | 18 août 2020 - Estádio da Luz, Lisbonne | 18 août 2020 - Estádio da Luz, Lisbonne | 18 août 2020 - Estádio da Luz, Lisbonne |  |  | 23 août 2020 - Estádio da Luz, Lisbonne | 23 août 2020 - Estádio da Luz, Lisbonne | 23 août 2020 - Estádio da Luz, Lisbonne | 23 août 2020 - Estádio da Luz, Lisbonne |
|  | RB Leipzig          | RB Leipzig          | 1                                              | 3                   | RB Leipzig          | RB Leipzig          | 2                                              | 2                                              |                                                |                                                |  |  | 18 août 2020 - Estádio da Luz, Lisbonne | 18 août 2020 - Estádio da Luz, Lisbonne | 18 août 2020 - Estádio da Luz, Lisbonne | 18 août 2020 - Estádio da Luz, Lisbonne |  |  | 23 août 2020 - Estádio da Luz, Lisbonne | 23 août 2020 - Estádio da Luz, Lisbonne | 23 août 2020 - Estádio da Luz, Lisbonne | 23 août 2020 - Estádio da Luz, Lisbonne |
|  |                     |                     |                                                |                     | RB Leipzig          | RB Leipzig          | 2                                              | 2                                              |                                                |                                                |  |  | 18 août 2020 - Estádio da Luz, Lisbonne | 18 août 2020 - Estádio da Luz, Lisbonne | 18 août 2020 - Estádio da Luz, Lisbonne | 18 août 2020 - Estádio da Luz, Lisbonne |  |  | 23 août 2020 - Estádio da Luz, Lisbonne | 23 août 2020 - Estádio da Luz, Lisbonne | 23 août 2020 - Estádio da Luz, Lisbonne | 23 août 2020 - Estádio da Luz, Lisbonne |
|  |                     |                     | Atlético de Madrid                             | Atlético de Madrid  | 1                   | 1                   |                                                |                                                |                                                |                                                |  |  | 18 août 2020 - Estádio da Luz, Lisbonne | 18 août 2020 - Estádio da Luz, Lisbonne | 18 août 2020 - Estádio da Luz, Lisbonne | 18 août 2020 - Estádio da Luz, Lisbonne |  |  | 23 août 2020 - Estádio da Luz, Lisbonne | 23 août 2020 - Estádio da Luz, Lisbonne | 23 août 2020 - Estádio da Luz, Lisbonne | 23 août 2020 - Estádio da Luz, Lisbonne |
|  | Atlético de Madrid  | Atlético de Madrid  | Atlético de Madrid                             | Atlético de Madrid  | 1                   | 1                   | 1                                              | 3 ap                                           |                                                |                                                |  |  | 18 août 2020 - Estádio da Luz, Lisbonne | 18 août 2020 - Estádio da Luz, Lisbonne | 18 août 2020 - Estádio da Luz, Lisbonne | 18 août 2020 - Estádio da Luz, Lisbonne |  |  | 23 août 2020 - Estádio da Luz, Lisbonne | 23 août 2020 - Estádio da Luz, Lisbonne | 23 août 2020 - Estádio da Luz, Lisbonne | 23 août 2020 - Estádio da Luz, Lisbonne |
|  | Atlético de Madrid  | Atlético de Madrid  | 12 août 2020 - Estádio da Luz, Lisbonne        |                     |                     |                     | 1                                              | 3 ap                                           |                                                |                                                |  |  | 18 août 2020 - Estádio da Luz, Lisbonne | 18 août 2020 - Estádio da Luz, Lisbonne | 18 août 2020 - Estádio da Luz, Lisbonne | 18 août 2020 - Estádio da Luz, Lisbonne |  |  | 23 août 2020 - Estádio da Luz, Lisbonne | 23 août 2020 - Estádio da Luz, Lisbonne | 23 août 2020 - Estádio da Luz, Lisbonne | 23 août 2020 - Estádio da Luz, Lisbonne |
|  | Liverpool FC        | Liverpool FC        | 0                                              | 2                   |                     |                     |                                                |                                                |                                                |                                                |  |  | 18 août 2020 - Estádio da Luz, Lisbonne | 18 août 2020 - Estádio da Luz, Lisbonne | 18 août 2020 - Estádio da Luz, Lisbonne | 18 août 2020 - Estádio da Luz, Lisbonne |  |  | 23 août 2020 - Estádio da Luz, Lisbonne | 23 août 2020 - Estádio da Luz, Lisbonne | 23 août 2020 - Estádio da Luz, Lisbonne | 23 août 2020 - Estádio da Luz, Lisbonne |
|  | Liverpool FC        | Liverpool FC        | 0                                              | 2                   | RB Leipzig          | RB Leipzig          | 0                                              | 0                                              |                                                |                                                |  |  |                                         |                                         |                                         |                                         |  |  | 23 août 2020 - Estádio da Luz, Lisbonne | 23 août 2020 - Estádio da Luz, Lisbonne | 23 août 2020 - Estádio da Luz, Lisbonne | 23 août 2020 - Estádio da Luz, Lisbonne |
|  |                     |                     |                                                |                     | RB Leipzig          | RB Leipzig          | 0                                              | 0                                              |                                                |                                                |  |  |                                         |                                         |                                         |                                         |  |  | 23 août 2020 - Estádio da Luz, Lisbonne | 23 août 2020 - Estádio da Luz, Lisbonne | 23 août 2020 - Estádio da Luz, Lisbonne | 23 août 2020 - Estádio da Luz, Lisbonne |
|  |                     |                     | Paris Saint-Germain                            | Paris Saint-Germain | 3                   | 3                   |                                                |                                                |                                                |                                                |  |  |                                         |                                         |                                         |                                         |  |  | 23 août 2020 - Estádio da Luz, Lisbonne | 23 août 2020 - Estádio da Luz, Lisbonne | 23 août 2020 - Estádio da Luz, Lisbonne | 23 août 2020 - Estádio da Luz, Lisbonne |
|  | Atalanta Bergame    | Atalanta Bergame    | Paris Saint-Germain                            | Paris Saint-Germain | 3                   | 3                   | 4                                              | 4                                              |                                                |                                                |  |  |                                         |                                         |                                         |                                         |  |  | 23 août 2020 - Estádio da Luz, Lisbonne | 23 août 2020 - Estádio da Luz, Lisbonne | 23 août 2020 - Estádio da Luz, Lisbonne | 23 août 2020 - Estádio da Luz, Lisbonne |
|  | Atalanta Bergame    | Atalanta Bergame    | 19 août 2020 - Estádio José Alvalade, Lisbonne |                     |                     |                     | 4                                              | 4                                              |                                                |                                                |  |  |                                         |                                         |                                         |                                         |  |  | 23 août 2020 - Estádio da Luz, Lisbonne | 23 août 2020 - Estádio da Luz, Lisbonne | 23 août 2020 - Estádio da Luz, Lisbonne | 23 août 2020 - Estádio da Luz, Lisbonne |
|  | Valence CF          | Valence CF          | 1                                              | 3                   |                     |                     |                                                |                                                |                                                |                                                |  |  |                                         |                                         |                                         |                                         |  |  | 23 août 2020 - Estádio da Luz, Lisbonne | 23 août 2020 - Estádio da Luz, Lisbonne | 23 août 2020 - Estádio da Luz, Lisbonne | 23 août 2020 - Estádio da Luz, Lisbonne |
|  | Valence CF          | Valence CF          | 1                                              | 3                   | Atalanta Bergame    | Atalanta Bergame    | 1                                              | 1                                              |                                                |                                                |  |  |                                         |                                         |                                         |                                         |  |  | 23 août 2020 - Estádio da Luz, Lisbonne | 23 août 2020 - Estádio da Luz, Lisbonne | 23 août 2020 - Estádio da Luz, Lisbonne | 23 août 2020 - Estádio da Luz, Lisbonne |
|  |                     |                     |                                                |                     | Atalanta Bergame    | Atalanta Bergame    | 1                                              | 1                                              |                                                |                                                |  |  |                                         |                                         |                                         |                                         |  |  | 23 août 2020 - Estádio da Luz, Lisbonne | 23 août 2020 - Estádio da Luz, Lisbonne | 23 août 2020 - Estádio da Luz, Lisbonne | 23 août 2020 - Estádio da Luz, Lisbonne |
|  |                     |                     | Paris Saint-Germain                            | Paris Saint-Germain | 2                   | 2                   |                                                |                                                |                                                |                                                |  |  |                                         |                                         |                                         |                                         |  |  | 23 août 2020 - Estádio da Luz, Lisbonne | 23 août 2020 - Estádio da Luz, Lisbonne | 23 août 2020 - Estádio da Luz, Lisbonne | 23 août 2020 - Estádio da Luz, Lisbonne |
|  | Borussia Dortmund   | Borussia Dortmund   | Paris Saint-Germain                            | Paris Saint-Germain | 2                   | 2                   | 2                                              | 0                                              |                                                |                                                |  |  |                                         |                                         |                                         |                                         |  |  | 23 août 2020 - Estádio da Luz, Lisbonne | 23 août 2020 - Estádio da Luz, Lisbonne | 23 août 2020 - Estádio da Luz, Lisbonne | 23 août 2020 - Estádio da Luz, Lisbonne |
|  | Borussia Dortmund   | Borussia Dortmund   | 15 août 2020 - Estádio José Alvalade, Lisbonne |                     |                     |                     | 2                                              | 0                                              |                                                |                                                |  |  |                                         |                                         |                                         |                                         |  |  | 23 août 2020 - Estádio da Luz, Lisbonne | 23 août 2020 - Estádio da Luz, Lisbonne | 23 août 2020 - Estádio da Luz, Lisbonne | 23 août 2020 - Estádio da Luz, Lisbonne |
|  | Paris Saint-Germain | Paris Saint-Germain | 1                                              | 2                   |                     |                     |                                                |                                                |                                                |                                                |  |  |                                         |                                         |                                         |                                         |  |  | 23 août 2020 - Estádio da Luz, Lisbonne | 23 août 2020 - Estádio da Luz, Lisbonne | 23 août 2020 - Estádio da Luz, Lisbonne | 23 août 2020 - Estádio da Luz, Lisbonne |
|  | Paris Saint-Germain | Paris Saint-Germain | 1                                              | 2                   | Paris Saint-Germain | Paris Saint-Germain | 0                                              | 0                                              |                                                |                                                |  |  |                                         |                                         |                                         |                                         |  |  |                                         |                                         |                                         |                                         |
|  |                     |                     |                                                |                     | Paris Saint-Germain | Paris Saint-Germain | 0                                              | 0                                              |                                                |                                                |  |  |                                         |                                         |                                         |                                         |  |  |                                         |                                         |                                         |                                         |
|  |                     |                     | Bayern Munich                                  | Bayern Munich       | 1                   | 1                   |                                                |                                                |                                                |                                                |  |  |                                         |                                         |                                         |                                         |  |  |                                         |                                         |                                         |                                         |
|  | Real Madrid         | Real Madrid         | Bayern Munich                                  | Bayern Munich       | 1                   | 1                   | 1                                              | 1                                              |                                                |                                                |  |  |                                         |                                         |                                         |                                         |  |  |                                         |                                         |                                         |                                         |
|  | Real Madrid         | Real Madrid         |                                                |                     |                     |                     |                                                | 1                                              |                                                |                                                |  |  |                                         |                                         |                                         |                                         |  |  |                                         |                                         |                                         |                                         |
|  | Manchester City     | Manchester City     | 2                                              | 2                   |                     |                     |                                                |                                                |                                                |                                                |  |  |                                         |                                         |                                         |                                         |  |  |                                         |                                         |                                         |                                         |
|  | Manchester City     | Manchester City     | 2                                              | 2                   | Manchester City     | Manchester City     | 1                                              | 1                                              |                                                |                                                |  |  |                                         |                                         |                                         |                                         |  |  |                                         |                                         |                                         |                                         |
|  |                     |                     |                                                |                     | Manchester City     | Manchester City     | 1                                              | 1                                              |                                                |                                                |  |  |                                         |                                         |                                         |                                         |  |  |                                         |                                         |                                         |                                         |
|  |                     |                     | Olympique lyonnais                             | Olympique lyonnais  | 3                   | 3                   |                                                |                                                |                                                |                                                |  |  |                                         |                                         |                                         |                                         |  |  |                                         |                                         |                                         |                                         |
|  | Olympique lyonnais  | Olympique lyonnais  | Olympique lyonnais                             | Olympique lyonnais  | 3                   | 3                   | 1                                              | 1e                                             |                                                |                                                |  |  |                                         |                                         |                                         |                                         |  |  |                                         |                                         |                                         |                                         |
|  | Olympique lyonnais  | Olympique lyonnais  | 14 août 2020 - Estádio da Luz, Lisbonne        |                     |                     |                     | 1                                              | 1e                                             |                                                |                                                |  |  |                                         |                                         |                                         |                                         |  |  |                                         |                                         |                                         |                                         |
|  | Juventus FC         | Juventus FC         | 0                                              | 2                   |                     |                     |                                                |                                                |                                                |                                                |  |  |                                         |                                         |                                         |                                         |  |  |                                         |                                         |                                         |                                         |
|  | Juventus FC         | Juventus FC         | 0                                              | 2                   | Olympique lyonnais  | Olympique lyonnais  | 0                                              | 0                                              |                                                |                                                |  |  |                                         |                                         |                                         |                                         |  |  |                                         |                                         |                                         |                                         |
|  |                     |                     |                                                |                     | Olympique lyonnais  | Olympique lyonnais  | 0                                              | 0                                              |                                                |                                                |  |  |                                         |                                         |                                         |                                         |  |  |                                         |                                         |                                         |                                         |
|  |                     |                     | Bayern Munich                                  | Bayern Munich       | 3                   | 3                   |                                                |                                                |                                                |                                                |  |  |                                         |                                         |                                         |                                         |  |  |                                         |                                         |                                         |                                         |
|  | SSC Naples          | SSC Naples          | Bayern Munich                                  | Bayern Munich       | 3                   | 3                   | 1                                              | 1                                              |                                                |                                                |  |  |                                         |                                         |                                         |                                         |  |  |                                         |                                         |                                         |                                         |
|  | SSC Naples          | SSC Naples          |                                                |                     |                     |                     |                                                | 1                                              |                                                |                                                |  |  |                                         |                                         |                                         |                                         |  |  |                                         |                                         |                                         |                                         |
|  | FC Barcelone        | FC Barcelone        | 1                                              | 3                   |                     |                     |                                                |                                                |                                                |                                                |  |  |                                         |                                         |                                         |                                         |  |  |                                         |                                         |                                         |                                         |
|  | FC Barcelone        | FC Barcelone        | 1                                              | 3                   | FC Barcelone        | FC Barcelone        | 2                                              | 2                                              |                                                |                                                |  |  |                                         |                                         |                                         |                                         |  |  |                                         |                                         |                                         |                                         |
|  |                     |                     |                                                |                     | FC Barcelone        | FC Barcelone        | 2                                              | 2                                              |                                                |                                                |  |  |                                         |                                         |                                         |                                         |  |  |                                         |                                         |                                         |                                         |
|  |                     |                     | Bayern Munich                                  | Bayern Munich       | 8                   | 8                   |                                                |                                                |                                                |                                                |  |  |                                         |                                         |                                         |                                         |  |  |                                         |                                         |                                         |                                         |
|  | Chelsea FC          | Chelsea FC          | Bayern Munich                                  | Bayern Munich       | 8                   | 8                   | 0                                              | 1                                              |                                                |                                                |  |  |                                         |                                         |                                         |                                         |  |  |                                         |                                         |                                         |                                         |
|  | Chelsea FC          | Chelsea FC          |                                                |                     |                     |                     |                                                | 1                                              |                                                |                                                |  |  |                                         |                                         |                                         |                                         |  |  |                                         |                                         |                                         |                                         |
|  | Bayern Munich       | Bayern Munich       | 3                                              | 4                   |                     |                     |                                                |                                                |                                                |                                                |  |  |                                         |                                         |                                         |                                         |  |  |                                         |                                         |                                         |                                         |
|  | Bayern Munich       | Bayern Munich       | 3                                              | 4                   |                     |                     |                                                |                                                |                                                |                                                |  |  |                                         |                                         |                                         |                                         |  |  |                                         |                                         |                                         |                                         |
|  |                     |                     |                                                |                     |                     |                     |                                                |                                                |                                                |                                                |  |  |                                         |                                         |                                         |                                         |  |  |                                         |                                         |                                         |                                         |

## Statistiques, classements et prix

### Classements des buteurs et des passeurs décisifs
Statistiques officielles de l'UEFA, rencontres de la phase qualificative exclues.
| Rang | Buteur               | Club                           | Buts | Minutes jouées |
| ---- | -------------------- | ------------------------------ | ---- | -------------- |
| 1    | Robert Lewandowski   | Bayern Munich                  | 15   | 887            |
| 2    | Erling Braut Haaland | RB Salzbourg Borussia Dortmund | 10   | 554            |
| 3    | Serge Gnabry         | Bayern Munich                  | 9    | 767            |
| 4    | Gabriel Jesus        | Manchester City                | 6    | 590            |
| 5    | Raheem Sterling      | Manchester City                | 6    | 599            |
| 6    | Dries Mertens        | SSC Naples                     | 6    | 586            |
| 7    | Harry Kane           | Tottenham FC                   | 6    | 450            |
| 8    | Memphis Depay        | Olympique lyonnais             | 6    | 594            |
| 9    | Kylian Mbappé        | Paris Saint-Germain            | 5    | 652            |
| 10   | Luis Suárez          | FC Barcelone                   | 5    | 567            |

| Rang | Passeur            | Club                | Passes | Minutes jouées |
| ---- | ------------------ | ------------------- | ------ | -------------- |
| 1    | Ángel Di María     | Paris Saint-Germain | 6      | 750            |
| 1    | Robert Lewandowski | Bayern Munich       | 6      | 887            |
| 3    | Kylian Mbappé      | Paris Saint-Germain | 5      | 652            |
| 4    | Hakim Ziyech       | Ajax Amsterdam      | 5      | 499            |
| 5    | Houssem Aouar      | Olympique lyonnais  | 5      | 715            |
| 6    | Corentin Tolisso   | Bayern Munich       | 4      | 341            |
| 7    | Neymar             | Paris Saint-Germain | 4      | 585            |
| 8    | Riyad Mahrez       | Manchester City     | 4      | 572            |
| 9    | Roberto Firmino    | Liverpool FC        | 4      | 629            |
| 10   | Alphonso Davies    | Bayern Munich       | 4      | 713            |

### Classements par équipe
Statistiques officielles de l'UEFA, rencontres de la phase qualificative exclues.
| Rang | Club                     | Buts | Buts/match | Matchs joués |
| ---- | ------------------------ | ---- | ---------- | ------------ |
| 1    | Bayern Munich            | 43   | 3,91       | 11           |
| 2    | Paris Saint-Germain      | 25   | 2,27       | 11           |
| 3    | Manchester City          | 21   | 2,33       | 9            |
| 4    | Tottenham Hotspur        | 18   | 2,25       | 8            |
| 5    | Atalanta Bergame         | 17   | 1,89       | 9            |
| 6    | Red Bull Salzbourg       | 16   | 2,67       | 6            |
| 7    | Real Madrid              | 16   | 2          | 8            |
| 8    | RB Leipzig               | 16   | 1,6        | 10           |
| 9    | Liverpool FC             | 15   | 1,88       | 8            |
| 10   | FC Barcelone             | 15   | 1,67       | 9            |
| 11   | Juventus FC              | 14   | 1,75       | 8            |
| 12   | Olympique lyonnais       | 14   | 1,4        | 10           |
| 13   | SSC Naples               | 13   | 1,63       | 8            |
| 13   | Valence CF               | 13   | 1,63       | 8            |
| 15   | Atlético de Madrid       | 13   | 1,44       | 9            |
| 16   | Ajax Amsterdam           | 12   | 2          | 6            |
| 17   | Chelsea FC               | 12   | 1,5        | 8            |
| 18   | Dinamo Zagreb            | 10   | 1,67       | 6            |
| 18   | Benfica Lisbonne         | 10   | 1,67       | 6            |
| 18   | Inter Milan              | 10   | 1,67       | 6            |
| 21   | Borussia Dortmund        | 10   | 1,25       | 8            |
| 22   | Olympiakos               | 8    | 1,33       | 6            |
| 22   | Chakhtar Donetsk         | 8    | 1,33       | 6            |
| 24   | Zénith Saint-Pétersbourg | 7    | 1,17       | 6            |
| 25   | KRC Genk                 | 5    | 0,83       | 6            |
| 26   | LOSC Lille               | 4    | 0,67       | 6            |
| 26   | Club Bruges              | 4    | 0,67       | 6            |
| 26   | Lokomotiv Moscou         | 4    | 0,67       | 6            |
| 26   | Bayer Leverkusen         | 4    | 0,67       | 6            |
| 26   | Slavia Prague            | 4    | 0,67       | 6            |
| 31   | Étoile rouge de Belgrade | 3    | 0,5        | 6            |
| 32   | Galatasaray              | 1    | 0,17       | 6            |

| Rang | Club                      | Buts encaissés | Buts encaissés/match | Matchs joués |
| ---- | ------------------------- | -------------- | -------------------- | ------------ |
| 1    | Ajax Amsterdam            | 5              | 0,83                 | 6            |
| 2    | Paris Saint-Germain       | 6              | 0,55                 | 11           |
| 3    | Juventus FC               | 6              | 0,75                 | 8            |
| 4    | Bayern Munich             | 8              | 0,73                 | 11           |
| 5    | SSC Naples                | 8              | 1                    | 8            |
| 6    | Manchester City           | 9              | 1                    | 9            |
| 6    | Atlético de Madrid        | 9              | 1                    | 9            |
| 8    | Inter Milan               | 9              | 1,5                  | 6            |
| 8    | Zenith Saint-Pertersbourg | 9              | 1,5                  | 6            |
| 8    | Lokomotiv Moscou          | 9              | 1,5                  | 6            |
| 8    | Bayer Leverkusen          | 9              | 1,5                  | 6            |
| 12   | Slavia Prague             | 10             | 1,67                 | 6            |
| 13   | Borussia Dortmund         | 11             | 1,38                 | 8            |
| 14   | Benfica Lisbonne          | 11             | 1,83                 | 6            |
| 15   | RB Leipzig                | 12             | 1,2                  | 10           |
| 16   | Real Madrid               | 12             | 1,5                  | 8            |
| 16   | Liverpool FC              | 12             | 1,5                  | 8            |
| 18   | LOSC Lille                | 12             | 2                    | 6            |
| 18   | Club Bruges               | 12             | 2                    | 6            |
| 20   | Red Bull Salzbourg        | 13             | 2,17                 | 6            |
| 20   | Dynamo Zagreb             | 13             | 2,17                 | 6            |
| 20   | Chakhtar Donetsk          | 13             | 2,17                 | 6            |
| 23   | Olympique lyonnais        | 14             | 1,4                  | 10           |
| 24   | FC Barcelone              | 14             | 1,56                 | 9            |
| 25   | Olympiakos                | 14             | 2,33                 | 6            |
| 25   | Galatasaray               | 14             | 2,33                 | 6            |
| 27   | Valence CF                | 15             | 1,88                 | 8            |
| 28   | Chelsea FC                | 16             | 2                    | 8            |
| 29   | Atalanta Bergame          | 18             | 2                    | 9            |
| 30   | Tottenham Hotspur         | 18             | 2,25                 | 8            |
| 31   | KRC Genk                  | 20             | 3,33                 | 6            |
| 31   | Étoile rouge de Belgrade  | 20             | 3,33                 | 6            |

### Hommes du match
| Club                | Score               | Club                | Joueur                                    |
| Huitièmes de finale | Huitièmes de finale | Huitièmes de finale | Huitièmes de finale                       |
| ------------------- | ------------------- | ------------------- | ----------------------------------------- |
| Borussia Dortmund   | 2 - 1               | Paris Saint-Germain | Erling Braut Haaland ( Borussia Dortmund) |
| Atlético de Madrid  | 1 - 0               | Liverpool FC        | Renan Lodi ( Atlético de Madrid)          |
| Tottenham Hotspur   | 0 - 1               | RB Leipzig          | Hugo Lloris ( Tottenham Hotspur)          |
| Atalanta Bergame    | 4 - 1               | Valence CF          | Hans Hateboer ( Atalanta Bergame)         |
| Chelsea FC          | 0 - 3               | Bayern Munich       | Serge Gnabry ( Bayern Munich)             |
| SSC Naples          | 1 - 1               | FC Barcelone        | Sergio Busquets ( FC Barcelone)           |
| Olympique lyonnais  | 1 - 0               | Juventus FC         | Houssem Aouar ( Olympique lyonnais)       |
| Real Madrid         | 1 - 2               | Manchester City     | Kevin De Bruyne ( Manchester City)        |
| Valence CF          | 3 - 4               | Atalanta Bergame    | Josip Iličić ( Atalanta Bergame)          |
| RB Leipzig          | 3 - 0               | Tottenham Hotspur   | Marcel Sabitzer ( RB Leipzig)             |
| Liverpool FC        | 2 - 3 ap            | Atlético de Madrid  | Jan Oblak ( Atlético de Madrid)           |
| Paris Saint-Germain | 2 - 0               | Borussia Dortmund   | Juan Bernat ( Paris Saint-Germain)        |
| Manchester City     | 2 - 1               | Real Madrid         | Kyle Walker ( Manchester City)            |
| Juventus FC         | 2 - 1               | Olympique lyonnais  | Cristiano Ronaldo ( Juventus FC)          |
| FC Barcelone        | 3 - 1               | SSC Naples          | Lionel Messi ( FC Barcelone)              |
| Bayern Munich       | 4 - 1               | Chelsea FC          | Robert Lewandowski ( Bayern Munich)       |
| Quarts de finale    |                     |                     |                                           |
| Atalanta Bergame    | 1 - 2               | Paris Saint-Germain | Neymar ( Paris Saint-Germain)             |
| RB Leipzig          | 2 - 1               | Atlético de Madrid  | Dayot Upamecano ( RB Leipzig)             |
| FC Barcelone        | 2 - 8               | Bayern Munich       | Thomas Müller ( Bayern Munich)            |
| Manchester City     | 1 - 3               | Olympique lyonnais  | Moussa Dembélé ( Olympique lyonnais)      |
| Demi-finales        |                     |                     |                                           |
| RB Leipzig          | 0 - 3               | Paris Saint-Germain | Ángel Di María ( Paris Saint-Germain)     |
| Olympique lyonnais  | 0 - 3               | Bayern Munich       | Serge Gnabry ( Bayern Munich)             |
| Finale              |                     |                     |                                           |
| Paris Saint-Germain | 0 - 1               | Bayern Munich       | Kingsley Coman ( Bayern Munich)           |

### Joueurs de la semaine
| Journée                    | Joueur               | Club                |
| -------------------------- | -------------------- | ------------------- |
| Journée 1                  | Erling Braut Haaland | Red Bull Salzbourg  |
| Journée 2                  | Serge Gnabry         | Bayern Munich       |
| Journée 3                  | Raheem Sterling      | Manchester City     |
| Journée 4                  | Rodrygo              | Real Madrid         |
| Journée 5                  | Robert Lewandowski   | Bayern Munich       |
| Journée 6                  | Gabriel Jesus        | Manchester City     |
| Huitièmes de finale aller  | Erling Braut Haaland | Borussia Dortmund   |
| Huitièmes de finale aller  | Kevin De Bruyne      | Manchester City     |
| Huitièmes de finale retour | Josip Iličić         | Atalanta Bergame    |
| Huitièmes de finale retour | Robert Lewandowski   | Bayern Munich       |
| Quarts de finale           | Neymar               | Paris Saint-Germain |
| Demi-finales               | Serge Gnabry         | Bayern Munich       |
| Finale                     | Manuel Neuer         | Bayern Munich       |

### Équipes-types

#### Squad of the Season
| Gardien                              | Défenseurs                                                                          | Milieux | Attaquants                                                                        |
| ------------------------------------ | ----------------------------------------------------------------------------------- | --- | --------------------------------------------------------------------------------- |
| Manuel Neuer Jan Oblak Anthony Lopes | Alphonso Davies Joshua Kimmich Virgil van Dijk Dayot Upamecano Angeliño David Alaba | Thiago Alcântara Kevin De Bruyne Houssem Aouar Leon Goretzka Marcel Sabitzer Marquinhos Papu Gómez Thomas Müller | Serge Gnabry Robert Lewandowski Kylian Mbappé Neymar Lionel Messi Raheem Sterling |

Les 23 joueurs ont été désignés par les observateurs techniques de l'UEFA : Pat Bonner, Cosmin Contra, Aitor Karanka, Roberto Martínez, Ginés Meléndez, Phil Neville, Willi Ruttensteiner et Gareth Southgate.

#### Fantasy Football Team of the Season
| Gardien      | Défenseurs                                             | Milieux                                                     | Attaquants                              |
| ------------ | ------------------------------------------------------ | ----------------------------------------------------------- | --------------------------------------- |
| Manuel Neuer | Juan Bernat Presnel Kimpembe Marquinhos Joshua Kimmich | Raheem Sterling Marcel Sabitzer Ángel Di María Serge Gnabry | Robert Lewandowski Erling Braut Haaland |

L'équipe de la saison est composée des joueurs ayant marqué le plus grand nombre de points au jeu Fantasy UEFA Champions League, présenté par PlayStation, au cours de la saison.

## Nombre d'équipes par association et par tour
L'ordre des fédérations est établi suivant le classement UEFA des pays en 2019.
| Association |       | Barrages     | +   | Phase de groupes                          | Huitièmes de finale                       | Quarts de finale      | Demi-finales      | Finale   |
| ----------- | ----- | ------------ | --- | ----------------------------------------- | ----------------------------------------- | --------------------- | ----------------- | -------- |
| Espagne     |       |              | +4  | 4 Atlético, Barcelone, Real, Valence      | 4 Atlético, Barcelone, Real, Valence      | 2 Atlético, Barcelone |                   |          |
| Angleterre  |       |              | +4  | 4 Chelsea, Liverpool, Man City, Tottenham | 4 Chelsea, Liverpool, Man City, Tottenham | 1 Man City            |                   |          |
| Italie      |       |              | +4  | 4 Atalanta, Inter, Juventus, Naples       | 3 Atalanta, Juventus, Naples              | 1 Atalanta            |                   |          |
| Allemagne   |       |              | +4  | 4 Dortmund, Leipzig, Leverkusen, Munich   | 3 Dortmund, Leipzig, Munich               | 2 Leipzig, Munich     | 2 Leipzig, Munich | 1 Munich |
| France      |       |              | +3  | 3 Lille, Lyon, Paris                      | 2 Lyon, Paris                             | 2 Lyon, Paris         | 2 Lyon, Paris     | 1 Paris  |
| Russie      |       | 1 Krasnodar  | +2  | 2 Lokomotiv, Saint-Pétersbourg            |                                           |                       |                   |          |
| Portugal    |       |              | +1  | 1 Benfica                                 |                                           |                       |                   |          |
| Belgique    |       | 1 Bruges     | +1  | 2 Bruges, Genk                            |                                           |                       |                   |          |
| Ukraine     |       |              | +1  | 1 Donetsk                                 |                                           |                       |                   |          |
| Turquie     |       |              | +1  | 1 Galatasaray                             |                                           |                       |                   |          |
| Pays-Bas    |       | 1 Ajax       |     | 1 Ajax                                    |                                           |                       |                   |          |
| Autriche    |       | 1 Linz       | +1  | 1 Salzbourg                               |                                           |                       |                   |          |
| Rép.tchèque |       | 1 Prague     |     | 1 Prague                                  |                                           |                       |                   |          |
| Grèce       |       | 1 Olympiakos |     | 1 Olympiakos                              |                                           |                       |                   |          |
| Croatie     |       | 1 Zagreb     |     | 1 Zagreb                                  |                                           |                       |                   |          |
| Suisse      |       | 1 Young Boys |     |                                           |                                           |                       |                   |          |
| Chypre      |       | 1 Nicosie    |     |                                           |                                           |                       |                   |          |
| Serbie      |       | 1 Belgrade   |     | 1 Belgrade                                |                                           |                       |                   |          |
| Norvège     |       | 1 Rosenborg  |     |                                           |                                           |                       |                   |          |
| Roumanie    |       | 1 Cluj       |     |                                           |                                           |                       |                   |          |
| Total       | Total | 12           | +26 | 32                                        | 16                                        | 8                     | 4                 | 2        |